# Petina (Kroatië)
Petina is een plaats in de gemeente Velika Gorica in de Kroatische provincie Zagreb. De plaats telt 218 inwoners (2001).